# Sundby sjukhus

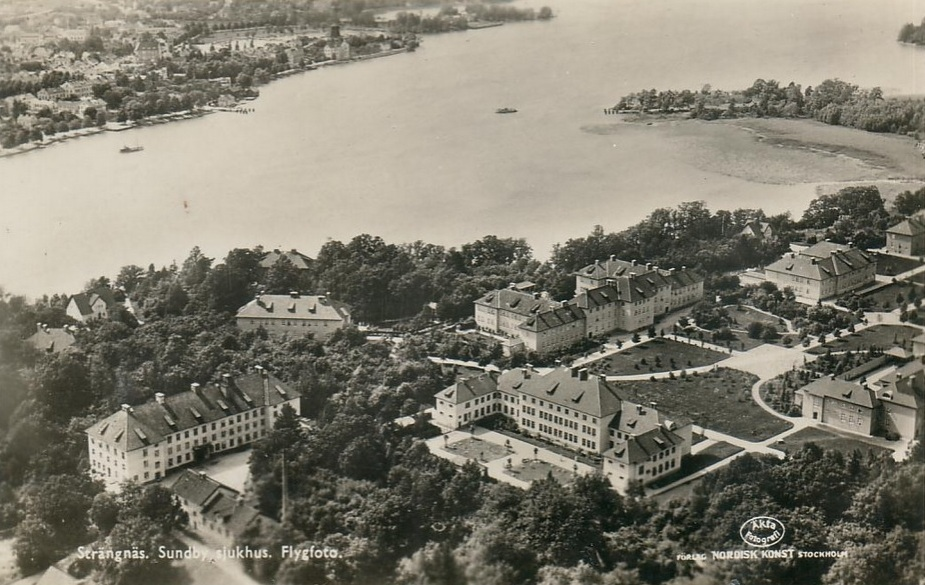
Sundby sjukhus.

Sundby sjukhus, tidigare Strängnäs hospital, var ett mentalsjukhus beläget på Tosterön, två kilometer från Strängnäs centrum.
Strängnäs hospital var ett av många stora hospital som uppfördes i Sverige under 1900-talets början. Ett växande antal patienter ledde till en förändring i mentalvården omkring sekelskiftet 1900. Patienterna skulle istället för att gömmas få vård och vila i ljusa och stora sjuksalar. Vården skulle specialiseras och professionaliseras.
En utredning föreslog att Sundby gamla biskopsgård på Tosterön i Strängnäs skulle bli hospital för Mellansverige och 1911 beslutade riksdagen att sjukhuset skulle uppföras. Här fanns redan ett lantbruk, vilket skulle ge patienterna en meningsfull sysselsättning. Dessutom blev hospitalet på så vis självförsörjande. Platsen ansågs vara lätt att nå för transporter och därtill mycket vackert belägen, vilket också var viktigt. Under de första åren fanns ännu ingen broförbindelse med fastlandet, varför transporter skedde med båt.
Materialbrist under första världskriget medförde att bygget drog över på tiden. Anläggningen, enligt det så kallade paviljongssystemet, stod färdig och invigdes 1922. De tio paviljongerna, fem för män och fem för kvinnor, placerades symmetriskt kring en stor parkliknande gård. Arkitekt Carl Westman gav byggnaderna dess slutliga utseende med sin strama klassicistiska utformning. Området påminde till viss del om Beckomberga sjukhus av samme arkitekt. Anläggningen invigdes 20 januari 1922, då även de första patienterna kom till sjukhuset.
Till anläggningen hörde förutom paviljongerna en rad ekonomibyggnader för såväl sjukhusets drift som jordbruket, samt trädgårdsodlingarna. Söder om sjukhusbyggnaderna låg en rad trävillor i nationalromantisk stil som inrymde tjänstebostäder. Vid Mälaren låg läkarvillorna i tegel. I närheten restes också Sundby sjukhuskyrka som invigdes 1926. Den sista gudstjänsten i kyrkan hölls 2007.
Sedan sjukhuset lades ned 1988 har området omvandlats till att inhysa bostäder, skolor och företagslokaler.
Fotografier, föremål och detaljerade patientanteckningar finns bevarade från sjukhuset. Sörmlands museum övertog det som förvaltades av Strängnäs museum fram till 2017.
Området kallas Sundby park och formellt enligt Statistiska centralbyrån (SCB) ingår det i Abborrberget. I Abborrberget finns även Sundby sjukhus ödekyrkogård eller Sundby begravningsplats, där omkring 500 personer begravdes under 1900-talet, bland dessa personal och patienter från Sundby sjukhus. Den sista jordfästningen ägde rum 1961 av personliga skäl, då den egentligen inte användes aktivt längre. Strängnäs kommun, som har ansvaret för begravningsplatsen efter att kyrkan lades ner, har fått spridd kritik för att underhållet inte varit tillräckligt. I början av 2020-talet svarade kommunen på kritiken med att det ska vara en skogslik miljö och inte en park, samt att det inte fanns ekonomiska resurser att avsätta till bättre underhåll av begravningsplatsen.